# Saint-Georges-des-Coteaux
Saint-Georges-des-Coteaux é uma comuna francesa localizada no departamento de Charente-Maritime na região administrativa da Nova Aquitânia, no sudoeste da França.